# DDR-Meisterschaften im Biathlon 1969
Die DDR-Meisterschaften im Biathlon wurden 1969 zum zwölften Mal ausgetragen. Die Meisterschaftsläufe fanden am 20. Februar (Staffel) und am 23. Februar (Einzel) in Oberhof statt. Horst Koschka gewann im Einzel-Wettkampf seinen ersten und einzigen Titel, die SG Dynamo Zinnwald zum vierten Mal in Folge den Titel des Staffelmeisters.

## 20-km-Einzelrennen
| Platz | Sportler          | Mannschaft           | Zeit (h) | Strafminuten |
| ----- | ----------------- | -------------------- | -------- | ------------ |
| 1     | Horst Koschka     | SG Dynamo Zinnwald   | 1:18:36  | 2            |
| 2     | Hansjörg Knauthe  | SG Dynamo Zinnwald   | 1:18:54  | 5            |
| 3     | Dieter Speer      | SG Dynamo Zinnwald   | 1:19:07  | 7            |
| 4     | Joachim Günther   | ASK Vorwärts Oberhof | 1:19:13  | 5            |
| 5     | Rainer Thiel      | ASK Vorwärts Oberhof | 1:20:47  | 6            |
| 6     | Joachim Meischner | SG Dynamo Zinnwald   | 1:21:41  | 5            |
| 0 ... |                   |                      |          |              |

## 4 × 7,5 km Staffellauf
| Platz | Mannschaft             | Sportler                                                      | Zeit (h) |
| ----- | ---------------------- | ------------------------------------------------------------- | -------- |
| 1     | SG Dynamo Zinnwald I   | Hansjörg Knauthe Dieter Speer Joachim Meischner Horst Koschka | 2:06:27  |
| 2     | ASK Vorwärts Oberhof I | Hans-Gert Jahn Joachim Günther Rainer Thiel Karl Koch         | 2:07:07  |
| 3     | SG Dynamo Zinnwald III | Reichold Wolfgang Landt Hammer Rainer Pretzsch                | 2:22:58  |
| 0 ... |                        |                                                               |          |